# Atylotus canarius
Atylotus canarius är en tvåvingeart som först beskrevs av Günther Enderlein 1929.  Atylotus canarius ingår i släktet Atylotus och familjen bromsar.
Artens utbredningsområde är Kanarieöarna. Inga underarter finns listade i Catalogue of Life.